# Potamogeton argutulus
Potamogeton argutulus är en nateväxtart som beskrevs av Hagstr. Potamogeton argutulus ingår i släktet natar, och familjen nateväxter. Inga underarter finns listade.